# Defensor judicial
El defensor judicial es aquella persona designada judicialmente para actuar en defensa de los intereses de un menor o una persona con discapacidad cuando no funcionen con normalidad los mecanismos de representación legal o las medidas de apoyo.
Funcionalmente se identifica con el curador, si bien su actuación es de naturaleza transitoria.
Se nombrará un defensor judicial que represente y ampare a los intereses de quienes se hallen en los siguientes supuestos:
1. Cuando en algún asunto existan conflicto de intereses entre los menores o incapacitados y sus representantes legales o el curador.
2. Cuando por cualquier causa el tutor o el curador no desempeñaren sus funciones.

El defensor judicial tendrá las atribuciones que le haya concedido el juez, al que deberá rendir cuentas de su gestión una vez concluida.